# Filmografia Carole Lombard

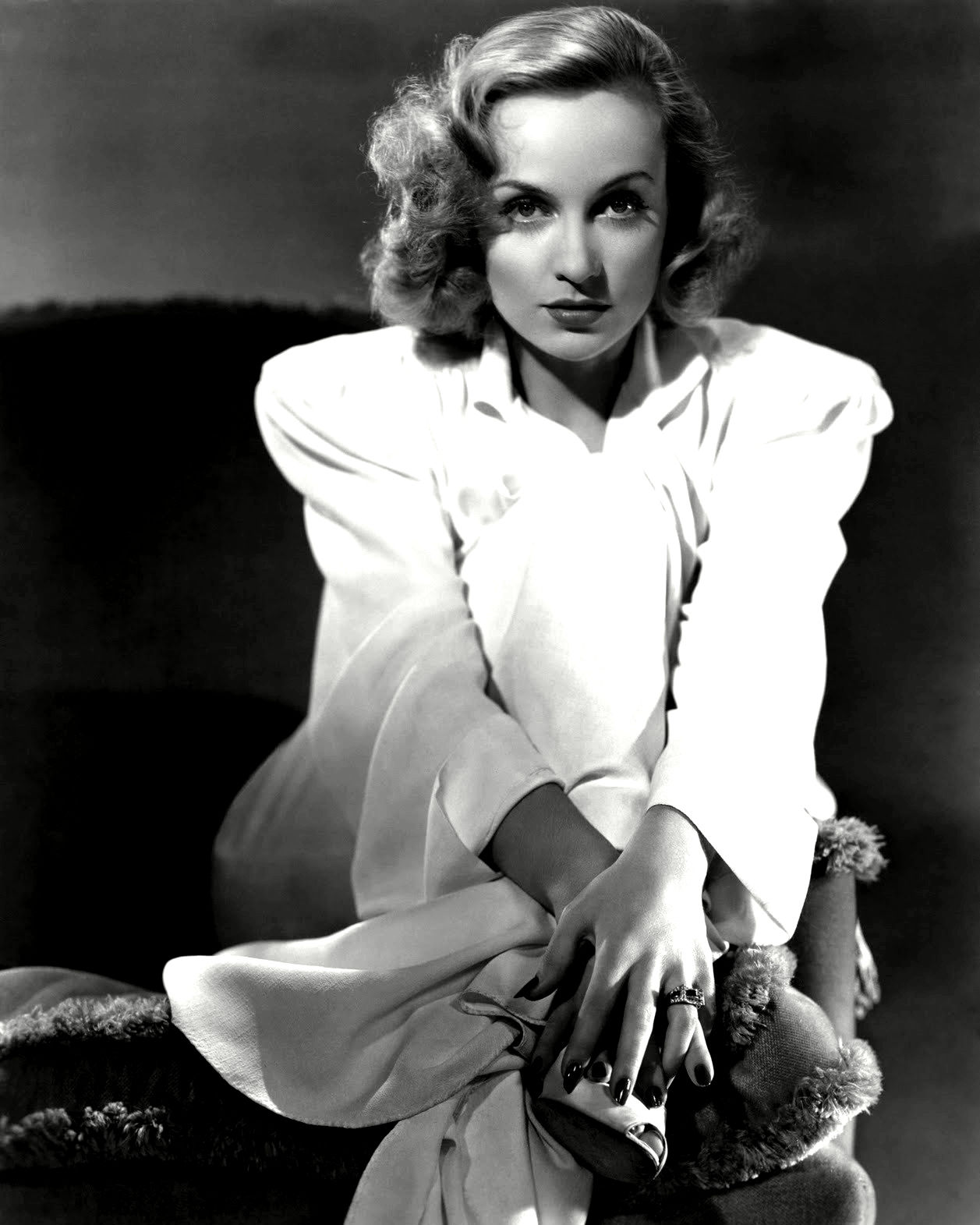
Carole Lombard (lata 30.)

Carole Lombard (1908−1942) w trwającej 21 lat karierze, przerwanej przedwczesną śmiercią poniesioną w katastrofie lotniczej, występowała w filmach oraz w radiu. Pojawiła się w 60 produkcjach fabularnych na dużym ekranie. Uznawana jest za jedną z najwybitniejszych aktorek w historii amerykańskiej kinematografii. Przez współczesnych historyków nazywaną „królową gatunku screwball comedy”.
Karierę zaczęła w wieku 12 lat, kiedy to została zaangażowana przez Allana Dwana do epizodycznej roli w niemym komediodramacie A Perfect Crime (1921). Mając ambicje zostania profesjonalną aktorką, w latach młodości brała udział w wielu castingach, lecz żaden z nich nie zakończył się angażem. W październiku 1924 podpisała kontrakt ze studiem Fox Film Corporation, gdzie głównie odgrywała epizody w westernach oraz w filmach przygodowych. W marcu 1925 otrzymała pierwszoplanową rolę w komedii Marriage in Transit (reż. Roy William Neill). Dla lata później nawiązała współpracę z Mackiem Sennettem, dołączając do grupy statystek nazywanych Bathing Beauties. Od września 1927 do marca 1929 zagrała w osiemnastu krótkometrażowych produkcjach, m.in. w Gold Digger of Weepah, Run, Girl, Run oraz The Campus Vamp. W 1928 odegrała znaczące role w komediodramacie Show Folks (reż. Paul L. Stein), dramacie Ned McCobb’s Daughter (reż. William J. Cowen) i w kryminale gangsterskim Me, Gangster (reż. Raoul Walsh). Rok później niezależna firma Pathé Exchange zaczęła zatrudniać ją do pierwszoplanowych ról, m.in. w dramacie High Voltage (reż. Howard Higgin), komedii Wielkie nowości (reż. Gregory La Cava) i w dramacie kryminalnym The Racketeer (reż. Howard Higgin).
Po udanym występie w westernie The Arizona Kid (1930, reż. Alfred Santell) u boku Warnera Baxtera, związała się z wytwórnią Paramount Pictures. Do najważniejszych obrazów Lombard z lat 30. należą takie produkcje, jak: melodramat Dama kier (1932, reż. Wesley Ruggles) u boku Clarka Gable’a, musical Bolero (1934, reż. Wesley Ruggles) z George’em Raftem, screwball comedy Napoleon na Broadwayu (1934, reż. Howard Hawks) w parze z Johnem Barrymore’em, dzięki której zdobyła status gwiazdy filmowej, screwball comedy Hands Across the Table (1935, reż. Mitchell Leisen) u boku Freda MacMurraya, komedia romantyczna Love Before Breakfast (1936, reż. Walter Lang) i screwball comedy Mój pan mąż (1936, reż. Gregory La Cava) z Williamem Powellem. Za kreację Irene Bullock Lombard otrzymała jedyną w karierze nominację do nagrody Akademii Filmowej w kategorii dla najlepszej aktorki pierwszoplanowej. Rola ekscentrycznej bohaterki uznawana jest za najlepszą w jej dorobku. Do innych ważnych filmów Lombard z lat 30. należą także screwball comedy Szczęśliwie się skończyło (1937, reż. William A. Wellman) i True Confession (1937, reż. Wesley Ruggles).
Na początku lat 40. odeszła od komedii na rzecz występów w produkcjach dramatycznych: Vigil in the Night (1940, reż. George Stevens) i They Knew What They Wanted (1940, reż. Garson Kanin). Do gatunku komediowego powróciła w 1941, występując w filmie Pan i pani Smith (1941, reż. Alfred Hitchcock) oraz rok później w czarnej komedii Być albo nie być (reż. Ernst Lubitsch).
Cztery filmy, w których wzięła udział, były nominowane przynajmniej do jednego Oscara w każdej kategorii. Dziewięć produkcji z jej udziałem, po uwzględnieniu inflacji, przekroczyło sumę 100 milionów dolarów dochodu z biletów na rynku krajowym.

## Filmografia

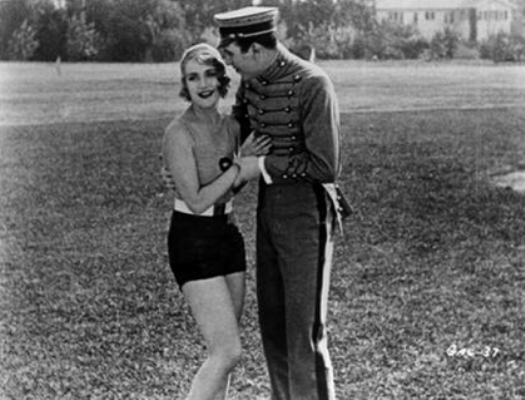
Lombard i Jim Hallett w scenie z filmu Run, Girl, Run (1928)

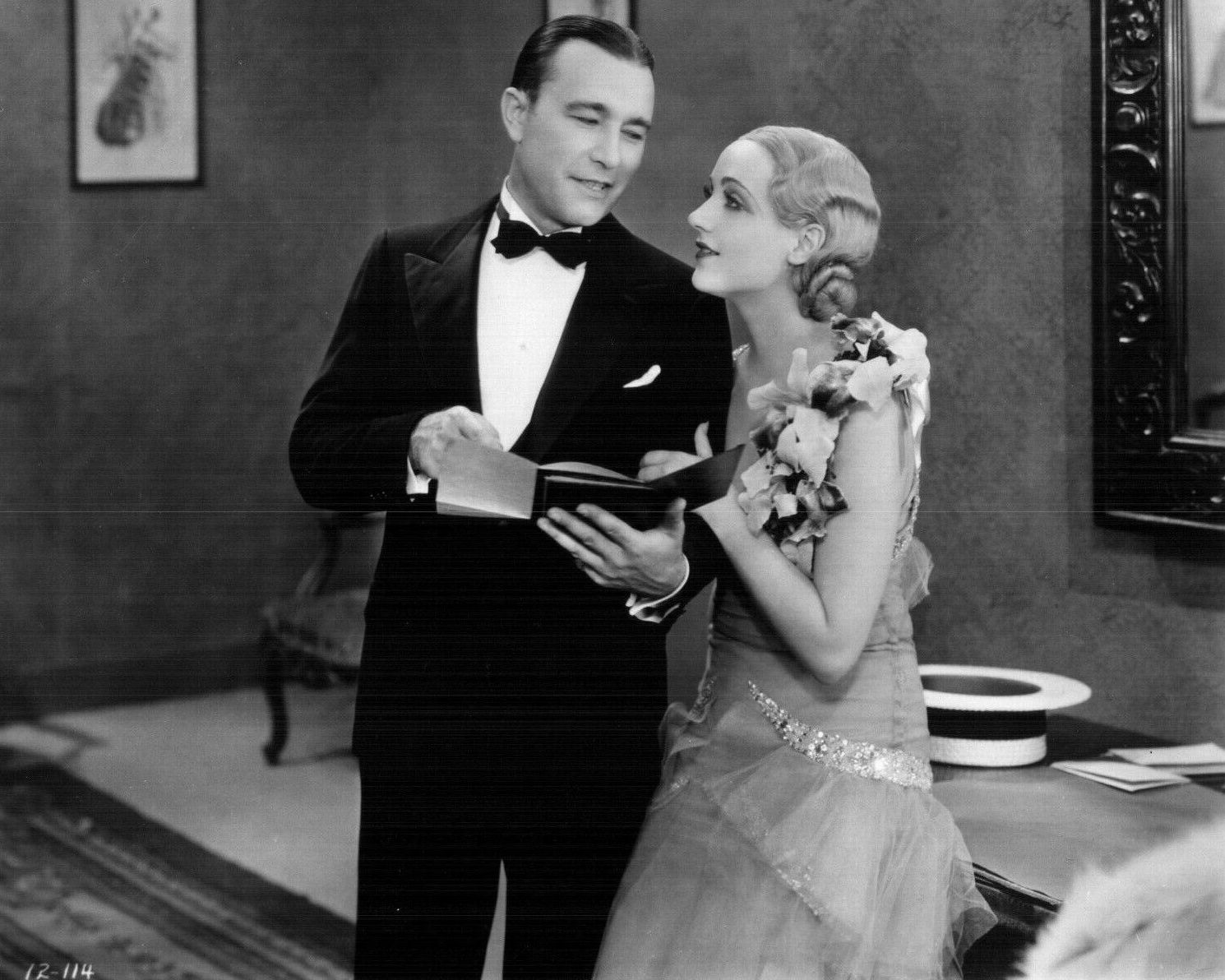
Robert Armstrong i Carole Lombard w filmie The Racketeer (1929)

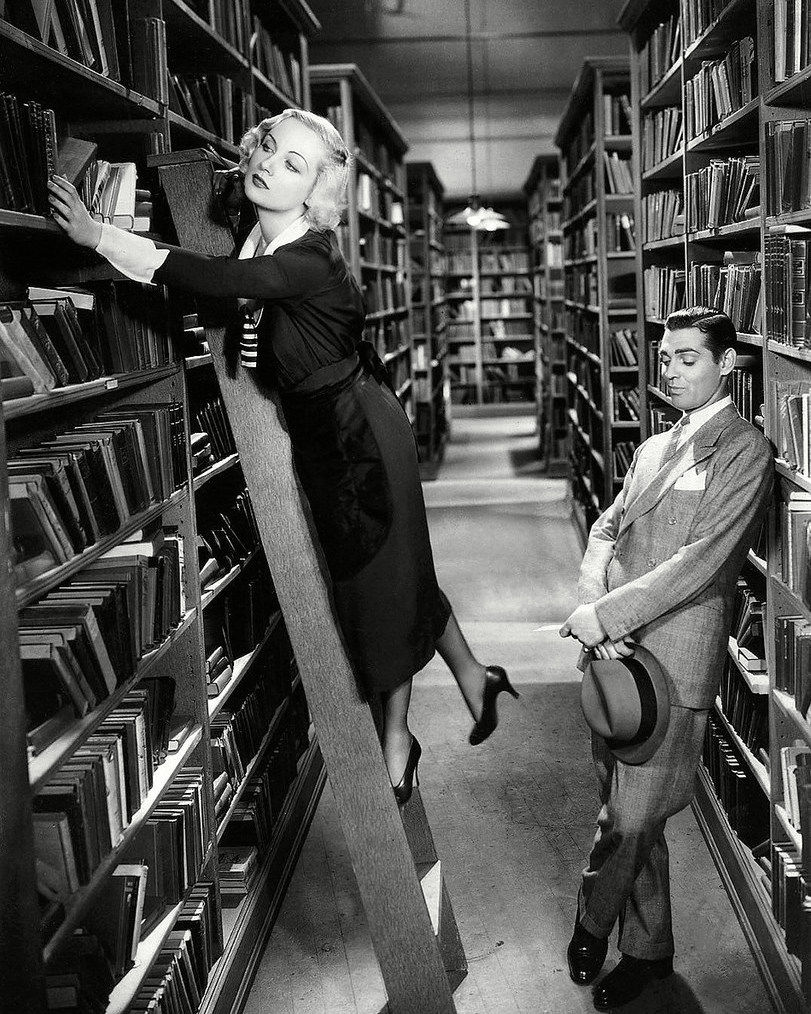
Carole Lombard i Clark Gable w filmie Dama kier (1932)

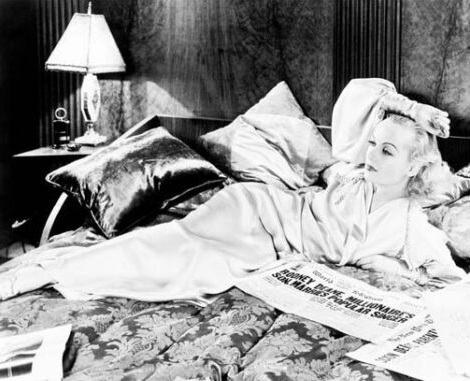
Carole Lombard w kadrze z filmu Brief Moment (1933)

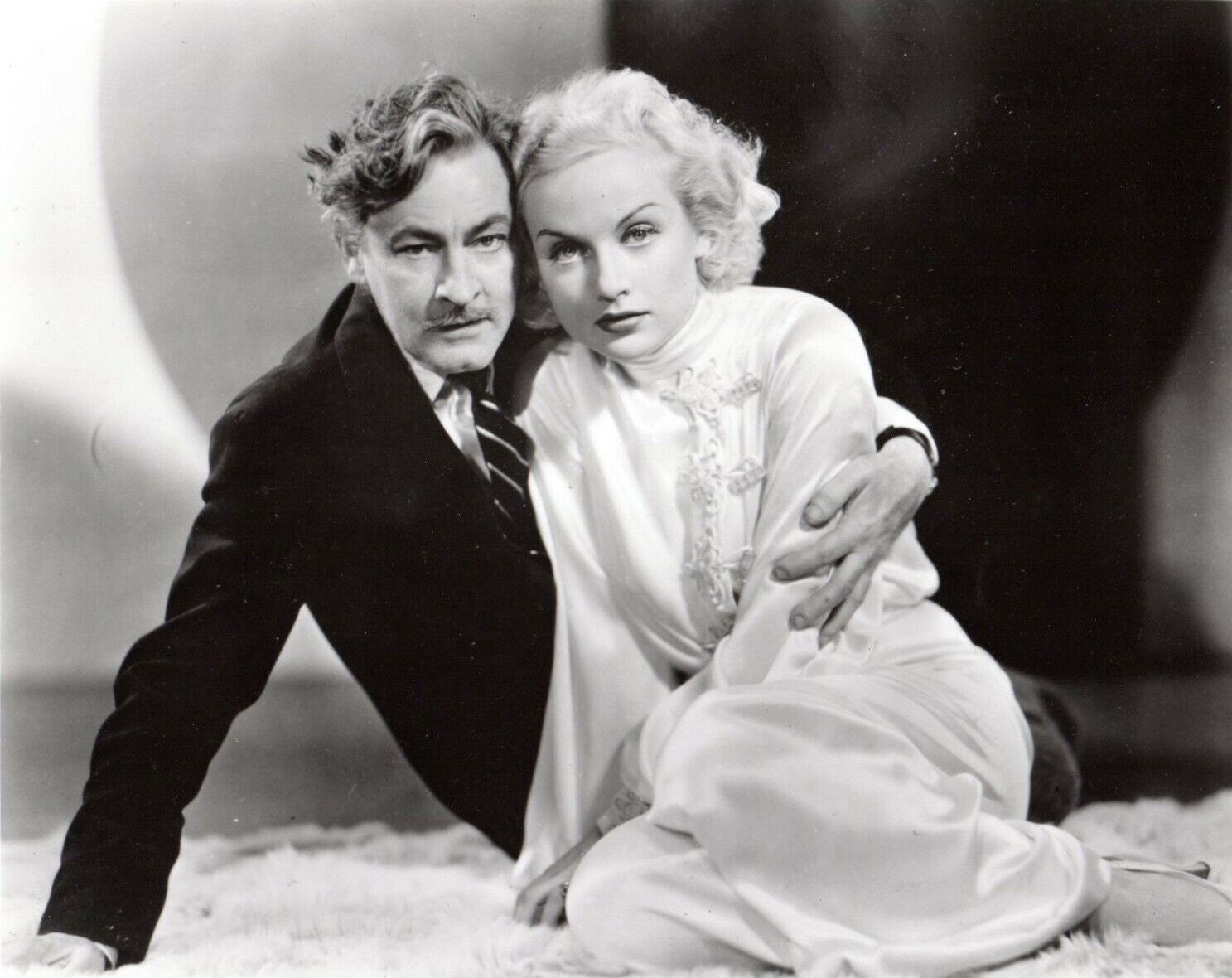
John Barrymore i Carole Lombard w filmie Napoleon na Broadwayu (1934)

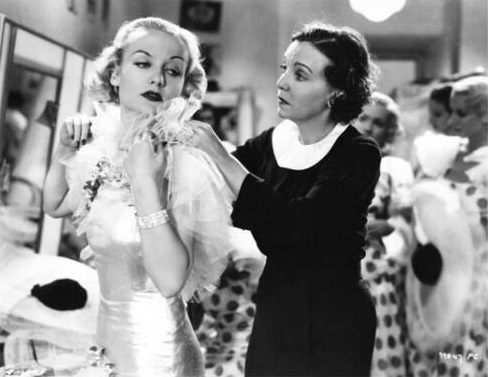
Carole Lombard i ZaSu Pitts w filmie The Gay Bride (1934)

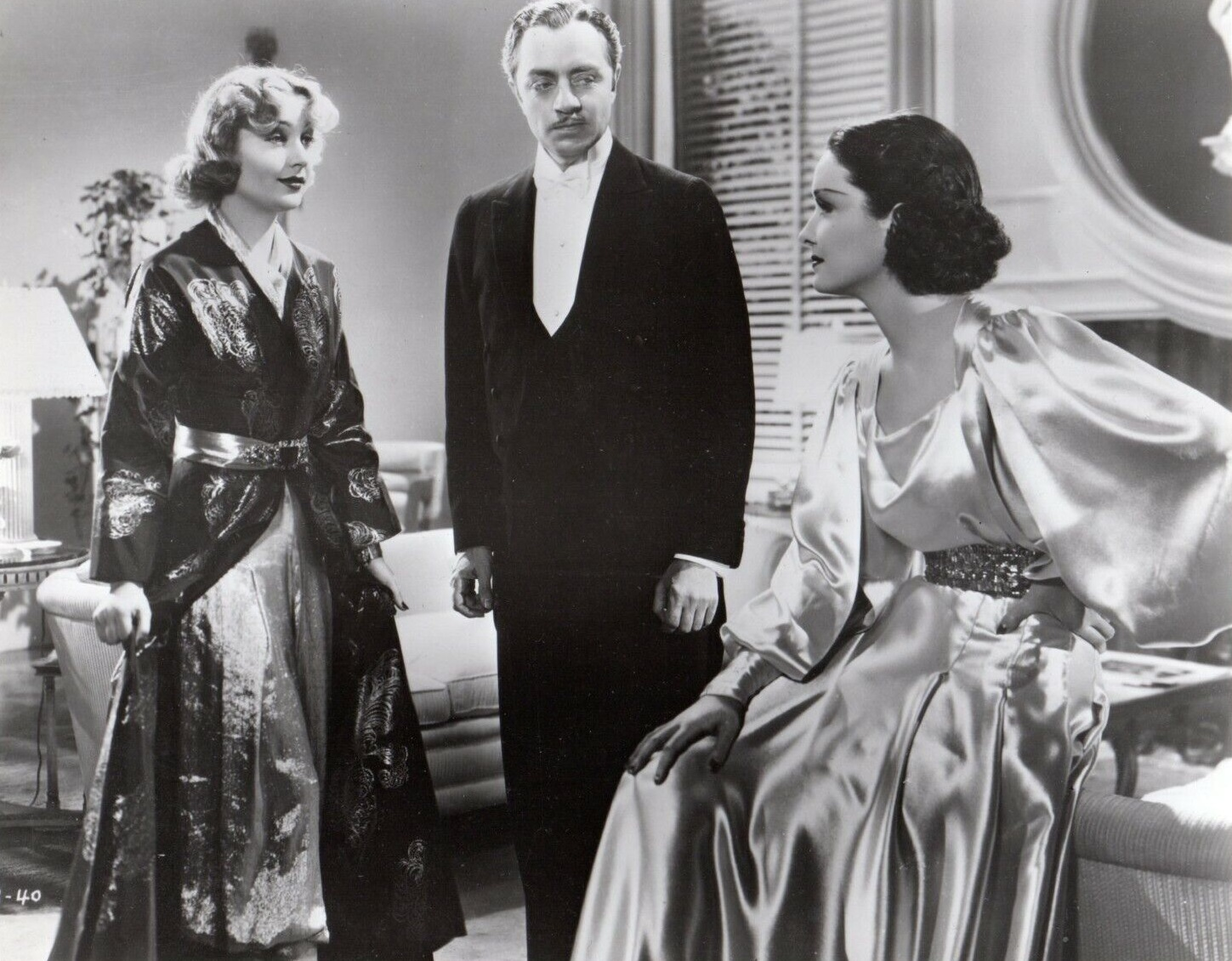
Lombard, William Powell i Gail Patrick w filmie Mój pan mąż (1936)

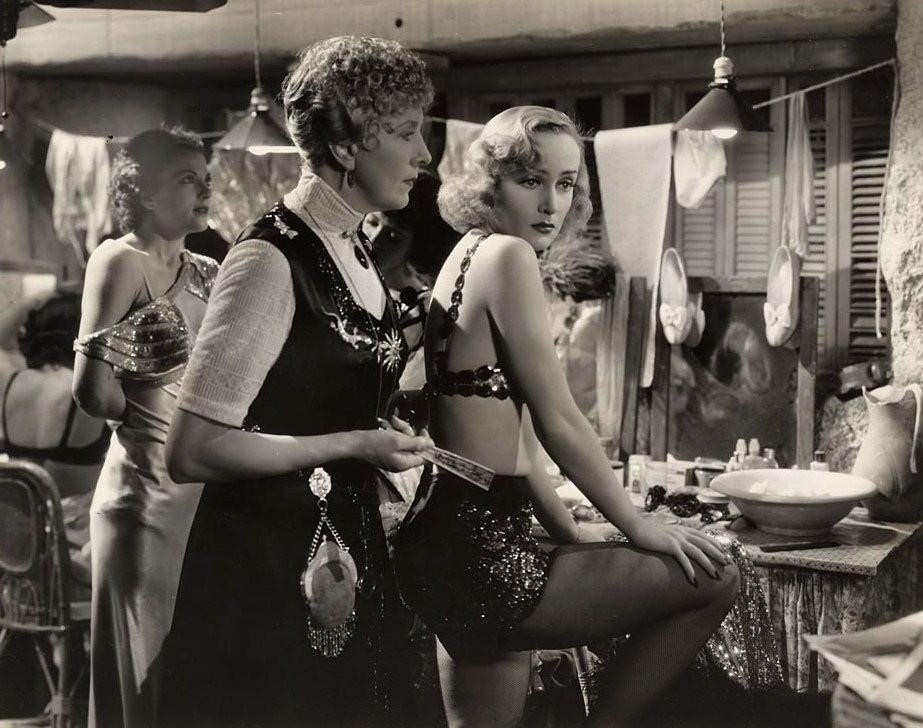
Cecil Cunningham i Lombard w filmie Gra życia (1937)

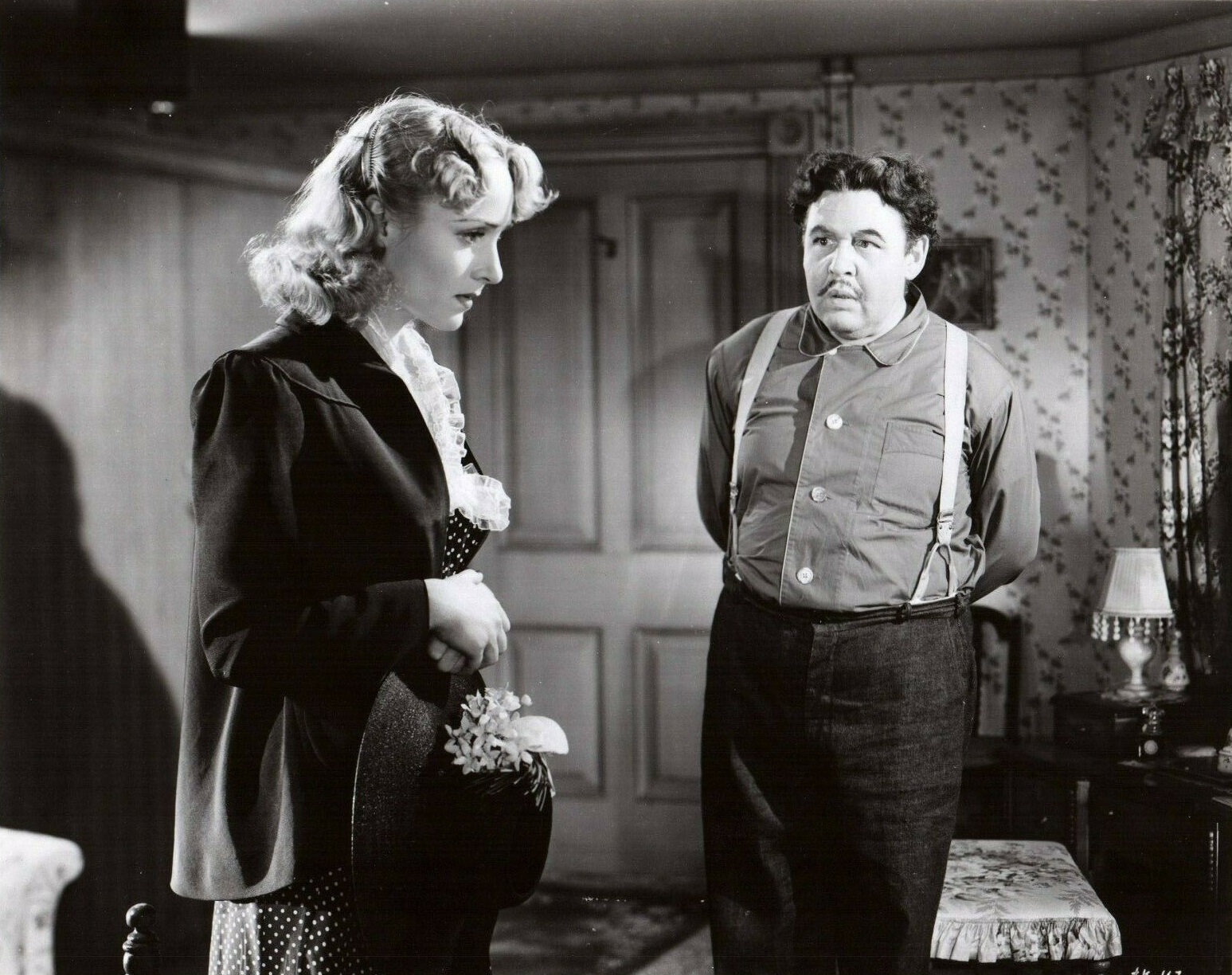
Carole Lombard i Charles Laughton w filmie They Knew What They Wanted (1940)

| Rok  | Tytuł                      | Rola                                         | Tytuł oryg. / uwagi                                    | Źr      |
| ---- | -------------------------- | -------------------------------------------- | ------------------------------------------------------ | ------- |
| 1921 | A Perfect Crime            | siostra Griggsa                              | wym. w napisach jako Jane Peters, film zaginiony       | [ 37 ]  |
| 1924 | Gold Heels                 |                                              | niewym. w czołówce                                     | [ 38 ]  |
| 1925 | Dick Turpin                | kobieta w tłumie                             | niewym. w czołówce                                     | [ 36 ]  |
| 1925 | Marriage in Transit        | Celia Hathaway                               | film zaginiony                                         | [ 36 ]  |
| 1925 | Złoto i dziewczyna         |                                              | Gold and the Girl, film zaginiony                      | [ 36 ]  |
| 1925 | Hearts and Spurs           | Sybil Estabrook                              |                                                        | [ 36 ]  |
| 1925 | Durand of the Bad Lands    | Ellen Boyd                                   | remake filmu z 1917 o tej samej nazwie, film zaginiony | [ 36 ]  |
| 1925 | Czas szkoły                | studentka                                    | The Plastic Age, niewym. w czołówce                    | [ 40 ]  |
| 1925 | Ben-Hur                    | niewolnica                                   | Ben-Hur: A Tale of the Christ, niewym. w czołówce      | [ 34 ]  |
| 1926 | Droga do chwały            |                                              | The Road to Glory, niewym. w czołówce, film zaginiony  | [ 41 ]  |
| 1926 | The Johnstown Flood        | druhna / jedna z przyjaciółek Glorii         | niewym. w czołówce                                     | [ 42 ]  |
| 1927 | Smith’s Pony               | Lillian Saunders                             | film krótkometrażowy                                   | [ 43 ]  |
| 1927 | Gold Digger of Weepah      | wróżka                                       | film krótkometrażowy, niewym. w czołówce               | [ 44 ]  |
| 1927 | Najlepsza dziewczyna       | zalotna sprzedawczyni                        | My Best Girl, niewym. w czołówce                       | [ 45 ]  |
| 1927 | The Girl from Everywhere   | Vera Veranda, Miss Anybody                   | film krótkometrażowy                                   | [ 43 ]  |
| 1928 | The Beach Club             | dziewczyna skacząca na linie                 | film krótkometrażowy, niewym. w czołówce               | [ 46 ]  |
| 1928 | Run, Girl, Run             | Norma Nurmi                                  | filmy krótkometrażowe                                  | [ 47 ]  |
| 1928 | Smith’s Army Life          | żona Clarence’a                              | filmy krótkometrażowe                                  | [ 48 ]  |
| 1928 | The Best Man               | gość na weselu                               | film krótkometrażowy, niewym. w czołówce               | [ 49 ]  |
| 1928 | The Swim Princess          | Trudy, pływająca gwiazda                     | filmy krótkometrażowe                                  | [ 49 ]  |
| 1928 | The Bicycle Flirt          | Mabel, siostra żony                          | filmy krótkometrażowe                                  | [ 50 ]  |
| 1928 | The Divine Sinner          | Millie Claudert                              | film zaginiony                                         | [ 51 ]  |
| 1928 | The Girl from Nowhere      | panna Boyle, właścicielka sklepu odzieżowego | film krótkometrażowy, remake z 1927                    | [ 50 ]  |
| 1928 | His Unlucky Night          | Peggy, operatorka telefoniczna               | film krótkometrażowy                                   | [ 50 ]  |
| 1928 | Smith’s Restaurant         |                                              | film krótkometrażowy, niewym. w czołówce               | [ 53 ]  |
| 1928 | The Campus Carmen          | Carole                                       | film krótkometrażowy                                   | [ 54 ]  |
| 1928 | Władza                     | dama                                         | Power                                                  | [ 55 ]  |
| 1928 | Motorboat Mamas            |                                              | film krótkometrażowy, niewym. w czołówce               | [ 56 ]  |
| 1928 | Me, Gangster               | blondynka Rosie                              | film zaginiony                                         | [ 57 ]  |
| 1928 | Show Folks                 | Cleo                                         |                                                        | [ 57 ]  |
| 1928 | Hubby’s Weekend Trip       |                                              | film krótkometrażowy, niewym. w czołówce               | [ 58 ]  |
| 1928 | The Campus Vamp            | Carole                                       | film krótkometrażowy                                   | [ 59 ]  |
| 1928 | Ned McCobb’s Daughter      | Jennie                                       |                                                        | [ 60 ]  |
| 1929 | Matchmaking Mammas         | Phyllis                                      | film krótkometrażowy                                   | [ 61 ]  |
| 1929 | Don’t Get Jealous          | dziewczyna przy stoisku pucybuta             | film krótkometrażowy, niewym. w czołówce               | [ 62 ]  |
| 1929 | High Voltage               | Billie Davis                                 | pierwszy film dźwiękowy w dorobku Lombard              | [ 64 ]  |
| 1929 | Wielkie nowości            | Margaret Banks                               | Big News                                               | [ 65 ]  |
| 1929 | The Racketeer              | Rhoda Philbrooke                             | tytuł alt.: Love’s Conquest                            | [ 66 ]  |
| 1929 | Dynamit                    |                                              | Dynamite, niewym. w czołówce                           | [ 38 ]  |
| 1930 | The Arizona Kid            | Virginia Hoyt                                | sequel filmu W starej Arizonie z 1928                  | [ 68 ]  |
| 1930 | Safety in Numbers          | Pauline                                      |                                                        | [ 69 ]  |
| 1930 | Fast and Loose             | Alice O’Neil                                 |                                                        | [ 36 ]  |
| 1931 | It Pays to Advertise       | Mary Grayson                                 |                                                        | [ 70 ]  |
| 1931 | Man of the World           | Mary Kendall                                 |                                                        | [ 71 ]  |
| 1931 | Ladies’ Man                | Rachel Fendley                               |                                                        | [ 72 ]  |
| 1931 | Up Pops the Devil          | Anne Merrick                                 |                                                        | [ 73 ]  |
| 1931 | I Take This Woman          | Kay Dowling                                  |                                                        | [ 74 ]  |
| 1932 | No One Man                 | Penelope „Nep” Newbold                       |                                                        | [ 75 ]  |
| 1932 | Sinners in the Sun         | Doris Blake                                  |                                                        | [ 76 ]  |
| 1932 | Virtue                     | Mae                                          |                                                        | [ 77 ]  |
| 1932 | No More Orchids            | Annie Holt                                   |                                                        | [ 78 ]  |
| 1932 | Dama kier                  | Connie Randall                               | No Man of Her Own                                      | [ 79 ]  |
| 1933 | From Hell to Heaven        | Colly Tanner                                 |                                                        | [ 80 ]  |
| 1933 | Supernatural               | Roma Courtney                                |                                                        | [ 81 ]  |
| 1933 | Skrzydlate fatum           | piękna dama                                  | The Eagle and the Hawk                                 | [ 82 ]  |
| 1933 | Brief Moment               | Abby Fane                                    |                                                        | [ 83 ]  |
| 1933 | White Woman                | Judith Denning                               |                                                        | [ 84 ]  |
| 1934 | Bolero                     | Helen Hathaway                               |                                                        | [ 85 ]  |
| 1934 | We’re Not Dressing         | Doris Worthington                            |                                                        | [ 86 ]  |
| 1934 | Napoleon na Broadwayu      | Lily Garland (aka Mildred Plotka)            | Twentieth Century                                      | [ 87 ]  |
| 1934 | Teraz i zawsze             | Toni Carstairs Day                           | Now and Forever                                        | [ 88 ]  |
| 1934 | Lady by Choice             | „Alabam” Georgia Lee                         |                                                        | [ 89 ]  |
| 1934 | The Gay Bride              | Mary Magiz                                   |                                                        | [ 90 ]  |
| 1935 | Rumba                      | Diana Harrison                               |                                                        | [ 91 ]  |
| 1935 | Hands Across the Table     | Regi Allen                                   |                                                        | [ 92 ]  |
| 1936 | Love Before Breakfast      | Kay Colby                                    |                                                        | [ 93 ]  |
| 1936 | The Princess Comes Across  | Wanda Nash / księżniczka Olga                |                                                        | [ 94 ]  |
| 1936 | Mój pan mąż                | Irene Bullock                                | My Man Godfrey                                         | [ 95 ]  |
| 1937 | Gra życia                  | Maggie King                                  | Swing High, Swing Low                                  | [ 96 ]  |
| 1937 | Szczęśliwie się skończyło  | Hazel Flagg                                  | Nothing Sacred                                         | [ 97 ]  |
| 1937 | True Confession            | Helen Bartlett                               |                                                        | [ 98 ]  |
| 1938 | Fools for Scandal          | Kay Winters                                  |                                                        | [ 99 ]  |
| 1939 | Stworzeni dla siebie       | Jane Mason                                   | Made for Each Other                                    | [ 100 ] |
| 1939 | In Name Only               | Julie Eden                                   |                                                        | [ 101 ] |
| 1940 | Vigil in the Night         | Anne Lee                                     |                                                        | [ 102 ] |
| 1940 | They Knew What They Wanted | Amy Peters                                   |                                                        | [ 103 ] |
| 1941 | Pan i pani Smith           | Ann Smith                                    | Mr. & Mrs. Smith                                       | [ 104 ] |
| 1942 | Być albo nie być           | Maria Tura                                   | To Be or Not to Be                                     | [ 106 ] |

## Radio

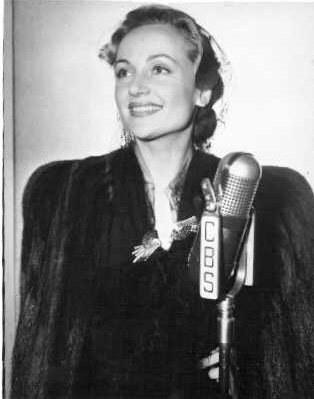
Carole Lombard w stacji CBS Radio (lata 30.)

| Rok  | Program                    | Odcinek              | Rola                         | Data emisji          | Źr              |
| ---- | -------------------------- | -------------------- | ---------------------------- | -------------------- | --------------- |
| 1937 | The Chase and Sanborn Hour | występ gościnny      | ona sama                     | 16 maja 1937         | [ 107 ] [ 108 ] |
| 1938 | Lux Radio Theatre          | Mój pan mąż          | Irene Bullock                | 9 maja 1938          | [ 107 ] [ 108 ] |
| 1938 | Lux Radio Theatre          | Piętno przeszłości   | Mary Donnell                 | 31 października 1938 | [ 107 ] [ 108 ] |
| 1939 | The Circle                 |                      | b.d.                         | 22 stycznia 1939     | [ 107 ] [ 108 ] |
| 1939 | The Screen Guild Theater   | Tailored by Toni     | projektantka Toni            | 12 marca 1939        | [ 107 ] [ 108 ] |
| 1939 | Lux Radio Theatre          | In Name Only         | Julie Eden                   | 11 grudnia 1939      | [ 107 ] [ 108 ] |
| 1940 | Lux Radio Theatre          | Stworzeni dla siebie | Jane Mason                   | 19 lutego 1940       | [ 107 ] [ 108 ] |
| 1940 | The Screen Guild Theater   | Naga prawda          | Lucy Warriner                | 17 marca 1940        | [ 107 ] [ 108 ] |
| 1941 | Lux Radio Theatre          | The Moon’s Our Home  | Cherry Chester / Sarah Brown | 10 lutego 1941       | [ 107 ] [ 108 ] |
| 1941 | Silver Theater             | Murder Unlimited     | Dorothy Scott                | 9 marca 1941         | [ 107 ] [ 108 ] |
| 1941 | The Screen Guild Theater   | True Confession      | Helen Bartlett               | 13 kwietnia 1941     | [ 107 ] [ 108 ] |
| 1941 | Lux Radio Theatre          | Pan i pani Smith     | Ann Smith                    | 9 czerwca 1941       | [ 107 ] [ 108 ] |